# Los Planetas
Los Planetas és un grup de música pop de la ciutat de Granada que desenvolupa la seva activitat a partir de la segona meitat de la dècada dels anys 90 i primers anys del segle XXI.
Los Planetas recullen la influència de grups dels Estats Units de guitarres com els Mercury Rev de la primera època o els britànics Spacemen 3 i Joy Division, així com de la música tradicional andalusa (el flamenc).

## Història

### De Los Subterráneos al Medusa ep (1990-1993)
Juan Rodríguez (Jota) (estudiant de Sociologia a la Universitat de Granada) i Florent Muñoz (estudiant de Dret) es coneixen a principis dels 90, descobrint les seves afinitats musicals. Decideixen formar el grup Los Subterráneos (hi ha dues versions per a l'origen d'aquest nom, per un costat homenatge al grup novaiorquès The Velvet Underground, per altra referència al llibre homònim de Jack Kerouac) com a veu i guitarra, respectivament, afegint-se May Oliver al baix i Paco Rodríguez a la bateria.
En aquells anys Christina Rosenvinge es fa acompanyar d'uns altres Subterráneos per als seus primers discs en solitari, raó per la qual J i companyia decideixen canviar el seu nom al definitiu Los Planetas. Amb aquest nom gravaran les seves primeres maquetes, amb què participaran a diversos concursos de Radio 3 i es converteixen en habituals de programes radiofònics d'aquesta cadena dedicats a la música independent espanyola, com Disco Grande i Diario Pop.
D'aquelles primeres maquetes destaquen cançons com Mi hermana pequeña (millor cançó nacional de l'any 1992 segons la revista especialitzada Rockdelux o Pegado a tí, editades en el seu primer vinil, l'ep Medusa ep publicat pel segell independent Elefant Records el 1993 i produït per Antonio Arias i Miguel A. Rodríguez (Lagartija Nick). El 1996 Elefant Records editarà Medusa EP en CD.

### Super 8 (1994)
L'auge de la música indie espanyola de l'època convida a diverses multinacionals a fitxar grups de l'escena. BMG serà la discogràfica més activa en aquest sentit i, entre d'altres, contracta a Los Planetas a través del seu subsegell RCA.
Produït per Fino Oyonarte (Los Enemigos), Super 8 (RCA, 13 de juny de 1994) recull algunes de les cançons gravades a les primeres maquetes, amb cançons com De viaje (que serà versionada per Astrud i Fangoria a un cd single publicat pel Club Fan Fatal el 1998), el primer single Brigitte, l'homenatge a Ian Curtis Desorden, la fosca La caja del diablo o, entre d'altres, el hit que respon al nom de Qué puedo hacer.
El disseny de la portada i del llibret del disc va a càrrec de Javier Aramburu, que serà responsable de l'art de l'obra del grup fins al 2005.
Nuevas sensaciones, tema descartat de Super 8, serà el tema principal d'un ep publicat el 1995 amb una nova cançó (La casa) i una mescla diferent de la de Super 8 de Desorden (l'ep també s'editarà en vinil pel segell Subterfuge Records afegint una mescla alternativa de De viaje).
L'actual edició en cd de Super 8 afegeix l'EP Nuevas sensaciones.

### Pop (1996)
Per a la gravació del segon disc, el grup va acudir al productor Kurt Ralske (líder de la banda neoiorquesa Ultra Vivid Scene). Pop segueix el camí de Super 8, recolling tres singles (Himno generacional #83, David y Claudia i Punk), editats en cd per RCA i en vinil per Subterfuge) que confirmen al grup com un dels preferits pels seguidors de l'indie nacional.
Paco Rodríguez és substituït per Rául Santos a la bateria.

### «Una semana en el motor de un autobús» (1998)
Gravat a Nova York, novament amb la producció de Kurt Ralske, Una semana en el motor de un autobús (RCA, 13 d'abril de 1998) és escollit per la revista Rockdelux millor disc de l'any, segon millor disc de la dècada dels 90 i divuitè millor disc nacional del segle xx.
Durant una hora, el disc relata una setmana a la vida del protagonista del disc, una setmana de desenganys amorosos, festes, eufòria, ràbia, pujades, baixades, etc.
D'aquest disc s'extreuen també tres singles (Segundo Premio, Cumpleaños Total y La Playa) que destaquen juntament amb d'altres com Montañas de basura, Toxicosmos o La copa d'Europa.
May Oliver i Raúl Santos són baixa de la formació i són substituïts per l'escocès Kieran Stephen (després de la col·laboració puntual de Fernando Novi, baixista del grup de punk-rock P.P.M. i road manager de Los Planetas) i el granadí Eric Jiménez (ex KGB i també a Lagartija Nick) respectivament. Banin Fraile col·labora al disc (teclats, guitarres i efectes) i acabarà formant part del grup.

### Canciones para una orquesta química. Singles y Ep 1993 - 1999 (1999)
Donada la quantitat de temes inèdits publicats als diferents singles del grup, el maig de 1999 s'edita aquest doble cd que inclou tots els singles publicats fins al moment, a més dels eps Medusa, Nuevas sensaciones i el recent editat en aquell moment ¡Dios existe! El rollo mesiánico de Los Planetas.
Aquell mateix any l'Editorial Rockdelux publica La Verdadera Historia, biografia del grup fins aquell moment escrita per Jesús Llorente, crític musical, escriptor i responsable del segell discogràfic Acuarela Discos.

### Unidad de desplazamiento (2000)
Autoproduït i gravat (amb la col·laboració de Carlos Hernández a l'estudi que el grup habilita llavors a Granada (el Refugio Antiaéreo), Unidad de desplazamiento continua el camí d'Una semana en el motor de un autobús.
Vas a verme por la tele y Un buen día es van anticipar en format single a l'edició de l'àlbum, editant-se posteriorment com a senzills Santos que yo te pinte y Maniobra de evasión.
La primera edició de l'àlbum es presentava en sèxtuple digipack i la segona en format convencional (incloent-hi el videoclip d'Un buen día).

### Encuentros con entidades (2002)
El cinquè disc d'estudi, Encuentros con entidades (RCA, 26 d'agos de 2002), el tornen a coproduir amb Carlos Hernández a El Refugio Antiaéreo. Es preveia la incorporació d'un tècnic de so aliè al grup per a les mescles, però s'aprofiten poc els 10 dies a The Playground Studios (Chicago, Estats Units) amb Keith Cleversley, per problemes de logística i per poc convenciment en el resultat final.
Los Planetas (amb Miguel López com a nou baixista) i Carlos Hernández produeixen i mesclen finalment el disc a El Refugio Antiaéreo, disc que recull els singles Corrientes circulares en el tiempo, Pesadilla en el parque de atracciones, El espiritu de Navidad i El artista madridista.
Tots els signgles inclouen un dvd amb un o dos videoclips de cadascun, i s'edita un dvd amb videoclips de totes les cançons del disc (tant amb so estèreo com 5.1) i alguns dels vídeos promocionals de singles anteriors.
Encuentros con entidades es va editar originalment en digipack, apareixent l'edició actual en format convencional.
El 17 de desembre de 2003, la revista Cáñamo publica Los planetas se disuelven que inclou quatre temes sota la influència de diferents substàncies psicoactives, coproduït novament amb Carlos Hernández.

### Los Planetas contra la ley de la gravedad (2004)
De nou gravat per Los Planetas i Carlos Hernández (serà la seva última col·laboració amb el grup després de 6 anys de feina), Los planetas contra la ley de la gravedad (RCA, 26 de juliol de 2004) conté cançons com El golpe de gracia, Nunca me entero de nada o els singles Y además es imposible (a duo amb la Irantzu Valencia de La Buena Vida, número 1 a la llista de vendes de senzills espanyola i No ardieras.
Per primera vegada un disc de Los Planetas inclou cançons editades prèviament (a excepció dels avançaments en singles): Experimentos con gaseosa, nova gravació d'un dels talls de l'ep Los Planetas se disuelven (Cáñamo / RCA 2003), i Podría volver, la versió de Bambino que ja s'havia inclòs al doble recopilatori Bambino, por ti y por nosotros (RCA 2004).
La caixa Los Planetas - Singles 1993-2004. Todas sus caras A / Todas sus caras B (RCA, 28 de març de 2005) inclou els 22 singles editats pel grup fins al moment, presentats de forma individual en portades de cartró. Serà l'última col·laboració de Javier Aramburu com a dissenyador de portades per al grup.

### La leyenda del espacio (2007)
Primer àlbum no recopilatori de Los Planetas publicat en any imparell, La leyenda del espacio (Sony-BMG, 10 d'abril de 2007) parafraseja el títol del seminal La leyenda del tiempo editat el 1979 per Camarón de la Isla. Diverses cançons del disc adapten els pals del flamenc a estructures del rock, entre elles s'inclouen temes com El canto del Bute, Si estaba loco por tí, Ya no me asomo a la reja, Tendrá que haber un camino (cantada per Enrique Morente) o els singles Alegrías del incendio i Reunión en la cumbre.

### Dobles fatigas ep(2015)
Dobles fatigas és un EP de quatre cançons que va sortir a la venda el 4 de maig de 2015.

### Zona temporalmente autonoma(2017)
Publicat el 24 de març de 2017, títol i data confirmats a principis del mateix mes.

## Discografia
Totes les referències són en format CD si no s'indica el contrari.

### Àlbums
| Any  | Títol                                     | Lloc més alt a la llista de vendes | Discogràfica                                               |
| ---- | ----------------------------------------- | ---------------------------------- | ---------------------------------------------------------- |
| 1994 | Super 8                                   | (no va entrar)                     | RCA, BMG Ariola                                            |
| 1996 | Pop                                       | 40                                 | RCA, BMG Ariola (cd i cassette) Subterfuge Records (vinil) |
| 1998 | Una semana en el motor de un autobús      | 20                                 | RCA, BMG Ariola                                            |
| 2000 | Unidad de desplazamiento                  | 23                                 | RCA, BMG Ariola                                            |
| 2002 | Encuentros con entidades                  | 5                                  | RCA, BMG Ariola                                            |
| 2004 | Los Planetas contra la ley de la gravedad | 3                                  | RCA, BMG Ariola                                            |
| 2007 | La leyenda del espacio                    | 8                                  | RCA, Sony BMG                                              |

Tots els discs s'han editat en cd. Super 8, Pop i Una semana en el motor d'un autobús també es van publicar en cassette. Finalment, Super 8 i Pop també van tenir edició en vinil.

### Recopilatoris
| Any  | Títol                                                          | Lloc més al llista de vendes | Discogràfica    |
| ---- | -------------------------------------------------------------- | ---------------------------- | --------------- |
| 1999 | Canciones Para Una Orquesta Química. Singles Y EPs 1993 - 1999 | 23                           | RCA, BMG Ariola |
| 2005 | Singles 1993-2004. Todas Sus Caras A / Todas Sus Caras B       | 74                           | RCA, BMG Ariola |

### EPs
| Any                       | Títol                                            | Discogràfica    |
| ------------------------- | ------------------------------------------------ | --------------- |
| 1993 (vinilo) / 1996 (cd) | Medusa ep                                        | Elefant Records |
| 1999                      | ¡Dios Existe! El Rollo Mesiánico De Los Planetas | RCA, BMG Ariola |
| 2003                      | Los Planetas Se Disuelven                        | RCA, BMG Ariola |

### Senzills en CD
| Any  | Títol                                 | Àlbum Procedència                         | Discogràfica    |
| ---- | ------------------------------------- | ----------------------------------------- | --------------- |
| 1994 | Brigitte                              | Super 8                                   | RCA, BMG Ariola |
| 1994 | Qué Puedo Hacer                       | Super 8                                   | RCA, BMG Ariola |
| 1995 | Nuevas Sensaciones                    |                                           | RCA, BMG Ariola |
| 1995 | Himno Generacional#83                 | Pop                                       | RCA, BMG Ariola |
| 1996 | David Y Claudia                       | Pop                                       | RCA, BMG Ariola |
| 1996 | Punk                                  | Pop                                       | RCA, BMG Ariola |
| 1998 | Segundo Premio                        | Una Semana En El Motor De Un Autobús      | RCA, BMG Ariola |
| 1998 | Cumpleaños Total                      | Una Semana En El Motor De Un Autobús      | RCA, BMG Ariola |
| 1998 | La Playa                              | Una Semana En El Motor De Un Autobús      | RCA, BMG Ariola |
| 1999 | Pegado A Ti                           | (promocional)                             | RCA, BMG Ariola |
| 2000 | Vas A Verme Por La Tele               | Unidad De Desplazamiento                  | RCA, BMG Ariola |
| 2000 | Un Buen Día                           | Unidad De Desplazamiento                  | RCA, BMG Ariola |
| 2001 | Santos Que Yo Te Pinte                | Unidad De Desplazamiento                  | RCA, BMG Ariola |
| 2001 | Maniobra De Evasión                   | Unidad De Desplazamiento                  | RCA, BMG Ariola |
| 2002 | Corrientes Circulares En El Tiempo    | Encuentros Con Entidades                  | RCA, BMG Ariola |
| 2002 | Pesadilla En El Parque De Atracciones | Encuentros Con Entidades                  | RCA, BMG Ariola |
| 2002 | El Espíritu De La Navidad             | Encuentros Con Entidades                  | RCA, BMG Ariola |
| 2003 | El Artista Madridista                 | Encuentros Con Entidades                  | RCA, BMG Ariola |
| 2004 | Y Además Es Imposible                 | Los Planetas Contra La Ley De La Gravedad | RCA, BMG Ariola |
| 2004 | No Ardieras                           | Los Planetas Contra La Ley De La Gravedad | RCA, BMG Ariola |
| 2007 | Alegrías Del Incendio                 | La Leyenda Del Espacio                    | RCA, Sony-BMG   |
| 2007 | Reunión En La Cumbre                  | La Leyenda Del Espacio                    | RCA, Sony-BMG   |

Alegrías del Incendio també es va comercialitzar a través de descàrrega digital.

### Senzills en Vinil
| Any  | Títol                                                                 | Àlbum Procedència | Discogràfica       |
| ---- | --------------------------------------------------------------------- | ----------------- | ------------------ |
| 1995 | Nuevas Sensaciones                                                    |                   | Subterfuge Records |
| 1995 | Himno Generacional#83                                                 | Pop               | Subterfuge Records |
| 1996 | David Y Claudia                                                       | Pop               | Subterfuge Records |
| 1996 | Punk                                                                  | Pop               | Subterfuge Records |
| 1997 | Su Mapamundi, Gracias / Qué Puedo Hacer (compartido con Sr. Chinarro) |                   | Acuarela Discos    |

### Participacions en discos recopilatoris (només temes inèdits)
- "Screamin' & Shoutin' 2. A Live Compilation" (Subterfuge Records CD i vinilo 1993): Where's Bill Grundy Now? (versió de Television Personalities).
- "Navidades Furiosas" (La Fábrica Magnética CD i vinilo 1993): Canción De Navidad.
- "Give Me More Of That Sound" (revista Spiral 1994): Where's Bill Grundy Now? (versió de Television Personalities).
- "A Tribute To Felt" (Elefant Records 1994): Apple Boutique (versió de Felt).
- "Warsaw: Un Homenaje A Joy Division" (El Colectivo Karma 1995): Disorder (versió de Joy Division).
- "Maraworld 1.0" (Sala Maravillas 1996): Doctor Osmond (Para Remontarte Angélico).
- "21 Inéditos Y Exclusivos" (revista Rockdelux 2002): Todos Los Periódicos Mienten (descartat de les sessions d'Una Semana En El Motor De Un Autobús).
- "Un Soplo En El Corazón. Homenaje A Family" (revista Rockdelux 2003): El Mapa (versió de Family).
- "Bambino, Por Ti Y Por Nosotros" (RCA 2004): Podría Volver (versió de Bambino). La cançó acabaria incloent-se a Los Planetas Contra La Ley De La Gravedad.

Tots els formats són CD, llevat que s'indiqui el contrari.

### Versions gravades per Los Planetas
- Bambino - Podría Volver. Disponible al recopilatori "Bambino, Por Ti Y Por Nosotros" (RCA 2004) i a l'àlbum del grupo Los Planetas Contra La Ley De La Gravedad.
- Family - El Mapa ("Un Soplo En El Corazón", Elefant Records 1993). Disponible al cd "Un Soplo En El Corazón. Homenaje A Family" (revista Rockdelux 2003).
- Felt - Apple Boutique (The Pictorial Jackson Review, Creation Records 1988). Disponible en el recopilatorio "A Tribute To Felt" (Elefant Records 1994).
- Joy Division - Disorder (Unknown Pleasures, Factory Records 1979). Diponible al recopilatorio "Warsaw: Un Homenaje A Joy Division" (El Colectivo Karma 1995).
- Los Enemigos - Sin Hueso (gravat en directe amb els mateixos Enemigos i inclòs al seu doble disc en viu "Obras Escocidas" (Virgin 2001).
- Mamá - Escóndete ("El Último Bar", Polygram 1981). Interpretada en directe al festival Actual (Logronyo) junt amb José María Granados, cantant del grupo madrileny (1997).
- Nick Drake - Northern Sky /  Cielo del Norte (letra adaptada al castellà per J) (Bryter Layter, Island Records 1970). Disponible al single Punk i al recopilatori Canciones para una Orquesta Química. Singles y EP 1993 - 1999.
- Sr. Chinarro - Su Mapamundi, Gracias ("Lerele", single Acuarela Discos 1995 / Compito, Acuarela Discos 1996). Disponible al single compartit entre el grupo y Sr. Chinarro Su Mapamundi, Gracias / Qué Puedo Hacer (Acuarela Discos 1997).
- Syd Barrett - Baby Lemonade (Barret, Harvest / EMI 1970). Gravada el 1996 per a una Sesión Salvaje del Diario Pop de Radio 3 i disponible al disco no oficial del grupo "Todos los Periódicos Mienten".
- Television Personalites - A Sense of Belonging ("The Painted Word", Illuminated 1984). Gravada el 1996 per a una Sesión Salvaje del Diario Pop de Radio 3 i disponible al disco no oficial del grup "Todos los Periódicos Mienten".
- Television Personalities - Where's Bill Grundy Now? ("Where's Bill Grundy Now?", EP Kings Road 1978). Disponible als recopilatoris "Screamin' & Shoutin' 2. A Live Compilation" (Subterfuge Records 1993) i "Give Me More Of That Sound" (revista Spiral 1994).
- The Sea Urchins - Cling Film ("Cling Film", flexi 7" Kwatch 1987). Gravat el 1995 per a una G.A.T.O. (Grabación A Traición Original) del programa Discogrande de Radio 3.
- Vainica Doble - Un Metro Cuadrado ("La Bruja", single Columbia 1970). Disponible al single Y Además Es Imposible.

### Discs no autoritzats
Són molts els discs no oficials de Los Planetas. Encara que la majoria es tracta de material gravat en directe, s'ha de destacar un parell d'ells per tractar-se de discs recopilatoris de rareses. Aquests són el "Venus", aparegut el 1997, que agrupava totes les cares b fins aquell moment, versions i un tema inèdit fins llavors; i "Todos los periódicos mienten", una recopilació de 2002 que incoïa la cançó homònima, una versió alternativa de Línea 1, anomenada Línea 2, i diverses versions inèdites com Baby Lemonade de Syd Barrett i A sense of belonging de Television Personalities.

## Videografia
Los Planetas han filmat videoclips per a les cançons llistades a continuació:
| Número | Títol                                 | Director                                                                              | Observacions |
| ------ | ------------------------------------- | ------------------------------------------------------------------------------------- | --- |
| 1      | Qué Puedo Hacer                       | Jorge Ortiz de Lanzáduri, Pite Piñas, David López y Amparo Utrilla para Video Inferno | Disponible al VHS Los Planetas. Videografía (viacarla.com, 2000) i com a contingut extraordinari d'Encuentro con Entidades DVD (RCA, BMG Ariola 2002). |
| 2      | Nuevas Sensaciones                    |                                                                                       | Disponible al VHS Los Planetas. Videografía (viacarla.com, 2000). |
| 3      | Himno Generacional #83                | Jess Franco                                                                           | Disponible al VHS Los Planetas. Videografía (viacarla.com, 2000) i com a contingut extraordinari d'Encuentro con Entidades DVD (RCA, BMG Ariola 2002). |
| 4      | David y Claudia                       | Rafael Goicochea per a Descarte Films                                                 | Disponible al VHS Los Planetas. Videografía (viacarla.com, 2000) i com a contingut extraordinari d'Encuentro con Entidades DVD (RCA, BMG Ariola 2002). |
| 5      | La Playa                              | Alejandro Lázaro                                                                      | S'adjuntava en format VHS amb el single corresponent, també disponible al VHS Los Planetas. Videografía (viacarla.com, 2000) i com a contingut extraordinari d'Encuentro con Entidades DVD (RCA, BMG Ariola 2002). |
| 6      | Prueba esto                           | José García Hernández para Complot                                                    | Disponible al VHS Los Planetas. Videografía (viacarla.com, 2000) i com a contingut extraordinari d'Encuentro con Entidades DVD (RCA, BMG Ariola 2002). Coprotagonitzat per Juan de Pablos. |
| 7      | Un Buen Día                           | Marc Lozano para Les Nouveaux Auteurs                                                 | Disponible com a pista multimèdia a la segona edició de Unidad de desplazamiento, al VHS Los Planetas. Videografía (viacarla.com, 2000), com a contingut extraordinari d'Encuentro con Entidades DVD (RCA, BMG Ariola 2002) i al dvd que acompanyava el single Corrientes Circulares en el Tiempo (RCA, BMG Ariola 2002). |
| 8      | Santos Que Yo Te Pinte                | Les Nouveaux Auteurs                                                                  | Disponible al VHS Los Planetas. Videografía (viacarla.com, 2000) i al DVD que acompanyava el single Corrientes Circulares en el Tiempo (RCA, BMG Ariola 2002). |
| 9      | San Juan De La Cruz                   | Luis Cerveró per a Les Nouveaux Auteurs                                               | Inclòs a Encuentro con Entidades DVD (RCA, BMG Ariola 2002). |
| 10     | Corrientes Circulares En El Tiempo    | Marc Lozano per a Les Nouveaux Auteurs                                                | Inclòs a Encuentro con Entidades DVD (RCA, BMG Ariola 2002) i al DVD que acompanyava el single Pesadilla en el Parque de Atracciones (RCA, BMG Ariola 2002). |
| 11     | El Artista Madridista                 | Les Nouveaux Auteurs                                                                  | Inclòs a Encuentro con Entidades DVD (RCA, BMG Ariola 2002) i al DVD que acompanyava el single del mateix títol (RCA, BMG Ariola 2003). |
| 12     | Mis Problemas con la Justicia         | Luis Cerveró per a Les Nouveaux Auteurs                                               | Inclòs a Encuentro con Entidades DVD (RCA, BMG Ariola 2002). |
| 13     | Mil Millones de Veces                 | José Luis Cañadas per a Les Nouveaux Auteurs                                          | Inclòs a Encuentro con Entidades DVD (RCA, BMG Ariola 2002). |
| 14     | Temporalmente                         | Les Nouveaux Auteurs                                                                  | Inclòs a Encuentro con Entidades DVD (RCA, BMG Ariola 2002). |
| 15     | Pesadilla en el Parque de Atracciones | Marc Lozano per a Les Nouveaux Auteurs                                                | Inclòs a Encuentro con Entidades DVD (RCA, BMG Ariola 2002). |
| 16     | Dulces Sueños                         | Marc Lozano para Les Nouveaux Auteurs                                                 | Inclòs a Encuentro con Entidades DVD (RCA, BMG Ariola 2002) i, junt amb altres 17 vídeos promocionals d'altres tants artistes espanyols, al dvd "Eclectia: un panorama del videoclip nacional contemporáneo" (Malvalanda, 2006).                                                                                          |
| 17     | El Espíritu de la Navidad             | Paco Plaza para Les Nouveaux Auteurs                                                  | Inclòs a Encuentro con Entidades DVD (RCA, BMG Ariola 2002) i, amb presa d'audio diferent, al DVD que acompanyava el single del mateix títol (RCA, BMG Ariola 2002). |
| 18     | Nosotros Somos los Zíngaros           | Luis Cerveró per a Les Nouveaux Auteurs                                               | Inclòs a Encuentro con Entidades DVD (RCA, BMG Ariola 2002) i al DVD que acompanyava el single El Artista Madridista (RCA, BMG Ariola 2003). |
| 19     | Y Además Es Imposible                 | Max                                                                                   | |
| 20     | No Ardieras                           |                                                                                       | |
| 21     | Devuélveme la Pasta                   |                                                                                       | La cançó no es va incloure a cap single. |
| 22     | Alegrías del Incendio                 | Luis Cerveró per a Common Films i Nanouk Films                                        | |
| 23     | Reunión en la Cumbre                  | Marc Lozano per a Common Films i Nanouk Films amb Les Nouveaux Auteurs                | |